# Blason d'Araranguá

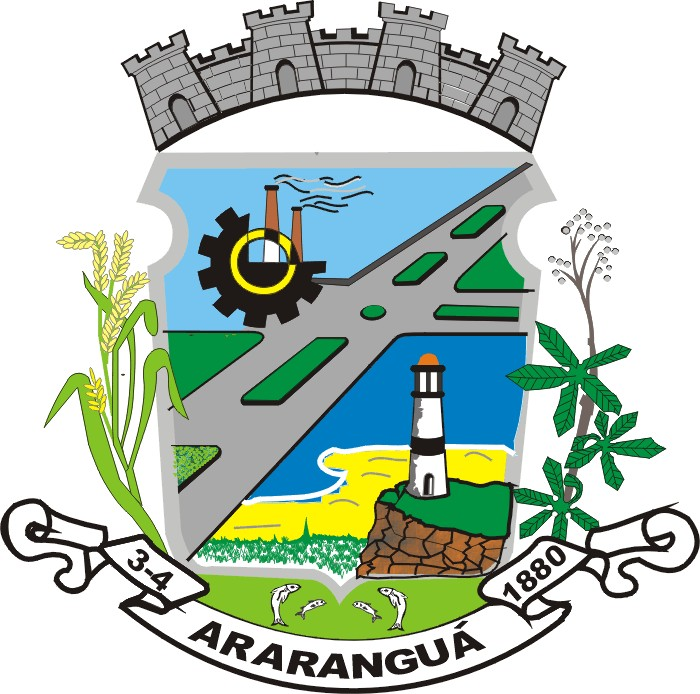
Blason d'Araranguá.

Le blason de la municipalité brésilienne d'Araranguá est l'un des symboles officiels de la ville. Il fut institué le 3 novembre 1971. 
Le blason est formé d'un écu, surmonté d'une couronne murale à quatre tours, représentant la ville et la comarque. En partie basse, un ruban blanc présente l'inscription « 3 avril 1880 », date à laquelle la ville fut élevée au rang de municipalité. Entre le ruban et l'écu, des poissons représentent le rio Araranguá qui traverse la municipalité. Des rameaux de riz et de manioc entourent l'écu et symbolisent les produits de base de l'agriculture locale. Dans le champ supérieur, une roue dentée surmontée de deux cheminées représente le commerce et l'industrie. Les différents champs de l'écu sont séparés par deux avenues, rappelant le surnom de la cité, « cidade das avenidas » (« ville des avenues » en français). Dans le champ inférieur, un dessin de la mer et du morro dos conventos rappelle la vocation touristique d'Araranguá.